# Geriletu'aodu
Geriletu'aodu (kinesiska: 格日勒图敖都, 格日勒图敖都苏木) är en socken i Kina. Den ligger i den autonoma regionen Inre Mongoliet, i den norra delen av landet, omkring 270 kilometer norr om regionhuvudstaden Hohhot.
Genomsnittlig årsnederbörd är 226 millimeter. Den regnigaste månaden är juni, med i genomsnitt 48 mm nederbörd, och den torraste är januari, med 2 mm nederbörd.